# Pézsmaantilop
A pézsmaantilop (Nesotragus moschatus) az emlősök (Mammalia) osztályának párosujjú patások (Artiodactyla) rendjébe, ezen belül a tülkösszarvúak (Bovidae) családjába és az antilopformák (Antilopinae) alcsaládjába tartozó faj.
A korábbi rendszertani besorolások a nyugat-afrikai apró törpeantiloppal (Neotragus pygmaeus) rokonították, és a Neotragus nembe helyezték, azonban a mitokondriális DNS-vizsgálatok bebizonyították, hogy valójában nem közeli rokonok.

## Előfordulása
A pézsmaantilop Kelet-Afrika tengerparti sávjában és az ezekkel érintkező belső területeken honos, jellemzően part- és hegyvidéki erdőkben, illetve száraz, lombhullató bozótosokban 2700 méteres tengerszint feletti magasságig. Igényli a dús aljnövényzetet. Elterjedésének északi határa területén az Aberdare-hegység és a Kenya-hegy, illetve a Tana-folyó Kenya területén, délen pedig a Saint Lucia-tó környéke a Dél-afrikai Köztársaság keleti KwaZulu-Natal tartományának északi részén. Úgy tűnik, hogy Zambiából hiányzik, Szváziföldön pedig csak bizonytalan adatok állnak rendelkezésre előfordulásáról. Több szigeten is találkozni vele, pl. a Zanzibárhoz tartozó Unguján, valamint Mafián és Chapanin.

## Alfajai
- Nesotragus moschatus kirchenpaueri (Pagenstecher, 1885)
- Nesotragus moschatus livingstonianus (Kirk, 1865)
- Nesotragus moschatus moschatus (Von Dueben, 1846)
- Nesotragus moschatus zuluensis (Thomas, 1898)

## Megjelenése
A pézsmaantilop meglehetősen apró termetű jószág: testhossza 57-62 centiméteres, amihez 8-13 centiméter hosszúságú farok csatlakozik; marmagassága 33-38 centiméter, testtömege pedig 4-6 kilogramm között mozog. Testalkata karcsú, fara meglehetősen magas.
Kis mérete mellett szőrzetének is alkalmassá teszi a bozóti rejtőzködő életmódra: foltos mintázatú teste jórészt vörösesbarna és szürke (a hát sötétebb az oldalaknál és lábaknál), feje pedig vöröses, világosabb gyűrűvel a szem körül. Az áll, a nyak alsó fele, a végtagok belseje és a hasoldal fehér. A lábakon a paták felett egy-egy fekete gyűrű húzódik. Szarvai csak a bikáknak vannak: szélesen elállnak, hosszuk 6,5-13,3 centiméter között mozog, felületük végig recés, és a pofa vonalával párhuzamosan hátrafelé hajlanak.

## Életmódja
A bozótosok lakójaként a pézsmaantilop rejtőzködő életmódot folytat, és elsősorban az este és éjszaka folyamán aktív: ilyenkor fogyasztja elsősorban lehullott levelekből, hajtásokból, termésekből, gombákból álló táplálékát (füvet ritkán legel). Gyümölcsök után kutatva gyakorta követi a fejdíszes cerkófok (Cercopithecus mitis) vagy zanzibári vöröskolobuszok (Piliocolobus kirkii) csapatait. Vízigényét táplálékából fedezi. A nappalt árnyékos helyen tölti pihenéssel. Vész esetén rejtőszínében bízva mozdulatlanul várakozik, és csak akkor fogja menekülőre, ha a veszélyforrás túl közel ért hozzá. Ilyenkor felpattan, és cikázó futással eltűnik a bozót sűrűjében.
A bikák territoriálisak, mintegy háromhektáros területet jelölnek ki fejmirigyeik erős szagú váladékával és olykor trágyakupacokkal. (Nevük onnan ered, hogy a mirigyváladék következtében átható szagot áraszt egész testük.) A bikák territóriumain rendszerint több nőstény is megfordul, mindemellett rendszerint egyetlen tehénnel állnak párba; ellenkező esetben legfeljebb négy nőstényt gyűjtenek maguk köré.

## Szaporodása
Párzásra egész évben sor kerülhet, de az ellések zöme a novembertől márciusig tartó időszakra esik. Fél évig tartó vemhességet követően egyetlen utód jön világra. A felnőtteknél valamivel sötétebb színű borjú eleinte az aljnövényzetben rejtőzik. Két hónapos korban kerül sor az elválasztásra, az ivarérettséget egy-másfél évesen érik el. Élettartamuk akár tíz év is lehet.

## Természetvédelmi helyzete
A pézsmaantilopok létszámát mintegy 365 000 példányra becsülik. Mindenekelőtt a vadászat és az elvadult kutyák jelentenek rá fenyegetést, ami lokálisan (elsősorban Dél-Afrikában) megritkította, de összességében jól alkalmazkodott az emberi tevékenységhez: szívesen benépesíti a túllegeltetés nyomán megjelenő bozótosokat. Helyenként – védett területeken, magánrezervátumokban – a nyalák (Tragelaphus angasii) túlszaporodása miatt szűkül be bozótos élőhelye. Elterjedési területén számos természetvédelmi terület terül el. 1995-ben megkísérelték visszatelepíteni a dél-afrikai Kruger Nemzeti Parkba, de a kísérlet nem bizonyult sikeresnek. Összességében azonban a pézsmaantilop állománya stabilnak mondható, így a Természetvédelmi Világszövetség értékelése szerint nem veszélyeztetett.